# Mascarade à Mexico
Pour plus de détails, voir Fiche technique et Distribution.
Mascarade à Mexico (Masquerade in Mexico) est un film américain en noir et blanc réalisé par Mitchell Leisen, sorti en 1945.
Il fait partie d'une série de films se déroulant en Amérique latine produits par Hollywood dans les années 1940 dans le cadre de la « Politique de bon voisinage » menée par le gouvernement américain.
C'est également un remake du film de 1938 La Baronne de minuit (Midnight) tourné par le même réalisateur (Mitchell Leisen), avec Claudette Colbert et Don Ameche.

## Synopsis
Dans un avion la conduisant à Mexico, la chanteuse Angel O'Reilly se rend compte qu’elle transporte à son insu un diamant volé. Afin d’échapper au contrôle de police à l’arrivée, elle met le bijou dans la poche de son voisin de fauteuil, un certain Thomas Grant, riche banquier. À l’aéroport, Angel est attendue par son fiancé, l’homme qui l’a piégée. Il veut récupérer le diamant, mais la jeune femme lui échappe. Pendant ce temps, la police a découvert la pierre précieuse dans la poche de Grant. Ce dernier parvient à se disculper et comprend qui a placé le bijou sur lui. Sans argent, Angel trouve un emploi dans un cabaret. Lors d’une représentation, elle tombe par hasard sur Thomas Grant qui la reconnaît. Il lui propose alors un marché en échange de son silence : séduire l’amant de sa femme.

## Fiche technique
- Titre : Mascarade à Mexico
- Titre original : Masquerade in Mexico
- Réalisation : Mitchell Leisen
- Scénario : Karl Tunberg, d'après une histoire de Edwin Justus Mayer et Franz Schulz
- Directeur musical : Victor Young
- Arrangements musicaux : Joseph J. Lilley
- Chorégraphes : Billy Daniel et Josephine Earl
- Direction artistique : Roland Anderson et Hans Dreier
- Effets visuels : Farciot Edouart et Gordon Jennings
- Décorateur de plateau : Ray Moyer
- Costumes : Edith Head
- Image : Lionel Lindon et Loyal Griggs (séquences à Mexico, non crédité)
- Montage : Alma Macrorie
- Producteur : Karl Tunberg
- Société de production et de distribution : Paramount Pictures
- Pays de production :  États-Unis
- Langue : anglais américain
- Format : noir et blanc — 35 mm — 1,37:1 — son : mono (Western Electric Recording)
- Genre : comédie
- Durée : 96 minutes
- Dates de sortie : 
  - États-Unis : 3 décembre 1945
  - France : 3 septembre 2008 (Cinémathèque française)

## Distribution
- Dorothy Lamour : Angel O'Reilly
- Arturo de Córdova : Manolo Sergovia
- Patric Knowles : Thomas Grant
- Ann Dvorak : Helen Grant
- Georges Rigaud : Boris Cassal
- Natalie Schafer : Irene Denny
- Mikhail Rasumny : Paolo
- Billy Daniel : Rico Fenway
- The Guadalajara Trio : eux-mêmes

Acteurs non crédités
- Jean Acker : une invitée de la fête
- Mae Busch : une invitée de la fête
- Rodolfo Hoyos Jr. : un spectateur de la corrida